# Ивасаки, Минэко
Минэко Ивасаки (яп. 岩崎 峰子 Ивасаки Минэко), урождённая Масако Танака-Минамото (яп. 田中源 政子 Танакаминамото Масако, родилась 2 ноября 1949 в Киото) — бывшая гэйко (киотоское название гейши). До ухода из профессии в 29 лет была самой высокооплачиваемой гейшей Японии. Артур Голден писал «Мемуары гейши», опираясь на историю её жизни.

## Детство
Масако родилась в семье разорившегося аристократа Синэдзо по фамилии Танака из клана Минамото, её мать происходила из пиратского рода. Во время революции Мэйдзи предки Масако отказались переезжать в новую столицу Токио, потеряли титулы и стали простыми людьми. К моменту рождения дочери семья держала лавочку, где продавались расписанные отцом Масако кимоно. Из-за того, что Синэдзо приходилось содержать всю свою родню, семья бедствовала. Старших девочек Яэко и Кикуко родители продали в гионский домик гейш «Ивасаки окия», чтобы поправить финансовое положение, но мать Масако родила ещё девять детей. В «Ивасаки окия» затем продали ещё одну дочь — Кунико — а позже — Томико и саму Масако, которой было пять лет.

## Окия

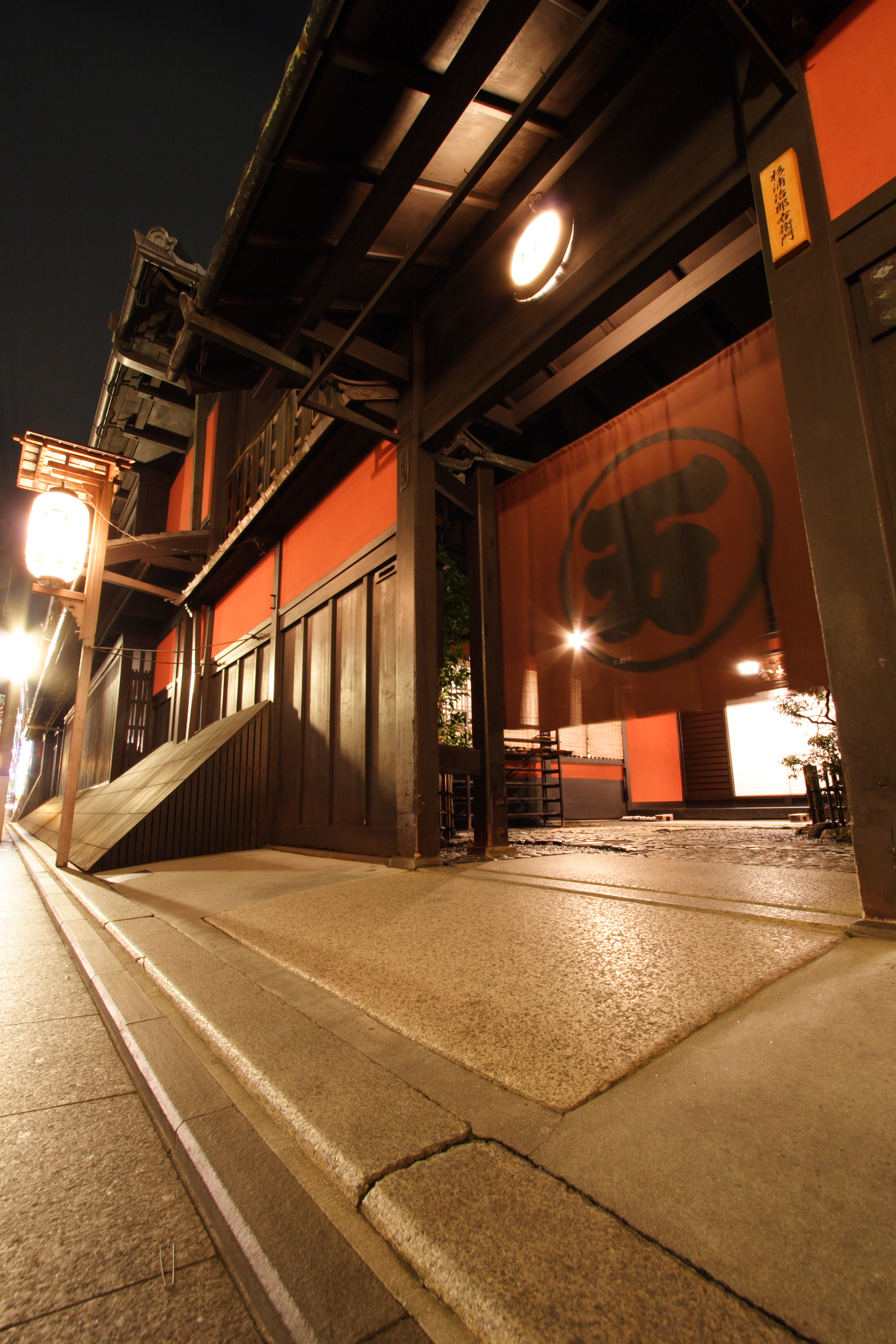
Чайный домик Итирики, где Минэко часто бывала на о-дзасики

Хозяйка домика гейш по имени Оима (яп. お今) решила сделать Масако своей наследницей (яп. 跡取 атотори). Родители сперва отказывались, так как в этом случае Оима удочеряла девочку, она становилась её приёмной дочерью, но после многодневных переговоров решили позволить дочери самой выбрать свою судьбу. Кроме того, старшая сестра Яэко не выполнила долговых обязательств перед окия как гейша, поэтому родители Масако чувствовали себя виноватыми.
В окия Масако, как и все остальные гейши, получила профессиональный псевдоним — Минэко. Через некоторое время хозяйка окия выбрала Минэко «старшую сестру» (яп. お姉さん о-нэ:сан) — фактически, куратора и наставника из числа более опытных гейш. Выбор пал на Яэко — родную сестру Минэко — получившую псевдоним Яэтиё (яп. 八重千代). Яэтиё, из-за воспитания авторитарной бабушки, отличалась вздорным характером, их сотрудничество было крайне неудачным.
В шесть лет, шесть месяцев и шесть дней, согласно традиции, Минэко начала обучение традиционным танцам кё-май (яп. 京舞 кё:май, танцы в стиле Киото) школы Иноуэ, каллиграфии и игре на сямисэне, цудзуми и кото. Танцам Минэко учила сама владелица школы Иноуэ Ятиё IV (яп. 四世家元 四代目井上八千代 ёнсэй иэмото ёндаймэ иноуэ ятиё).
Танцы стали страстью Минэко, она занималась больше других учениц и показывала очень хорошие результаты. После сдачи экзаменов Минэко стала минараи (яп. 見習い, ученик, наблюдающий за учителем). Через полтора месяца должен был состояться её дебют мисэдаси, после которого Минэко стала бы майко, гейшей-ученицей. Дебют был омрачён смертью госпожи Оима.
После дебюта Минэко получила возможность посещать банкеты с клиентами о-дзасики (яп. お座敷) и старалась побывать в как можно большем количестве чайных домиков за вечер работы. Первый о-дзасики в жизни Минэко состоялся в знаменитом домике Итирики. Её талант отмечали и клиенты и случайные прохожие: она стала лицом Мияко одори ещё будучи минараи, то есть, даже не являясь официально ученицей. Со временем Минэко стала получать приглашения на банкеты со знаменитостями: она развлекала таких известных людей как Джеральд Форд, Элиа Казан, Хидэко Такаминэ, Хидэки Юкава, принц Чарльз и королева Елизавета II, Альдо Гуччи и зарабатывала около 500 000 долларов в год. Однако, это стоило ей больших лишений: всего три часа сна в день, многолетняя работа без выходных и постоянные изнуряющие уроки по нескольку часов ежедневно привели к дисфункции почки. Кроме того, зависть менее успешных коллег и окружающих выливалась в преследования и физическое насилие: в подол кимоно Минэко вкалывали иголки, на неё нападали на улице.
Ивасаки смягчила других гейш, начав заказывать их вместе с собой на банкеты. Заработок для неё был не важен, так как окия Ивасаки мог позволить любые расходы. Страстью Минэко был танец, и она злилась, видя, что не может выбирать, какие танцы исполнять.
Клиентом Минэко был и Синтаро Кацу, известный актёр. Через несколько встреч он заявил, что влюблён в Минэко, и, желая избавиться от него, Минэко сказала, что сможет задуматься над его предложением лишь если он проведёт каждый вечер следующих трёх лет на одзасики. Подобное условие ставила своему жениху Оно-но Комати.
После церемонии эрикаэ, перехода из учениц в гейши, Минэко решила попробовать жить самостоятельно, вне окия. Она сняла роскошную квартиру, но вскоре поняла, что совершенно не обладает навыками самостоятельной жизни: она даже не знала, как включить газовую плиту. Через год она переехала обратно. Синтаро солгал Минэко, обещав на ней жениться, но продолжая встречаться со своей женой, поэтому они разошлись.

## Закат карьеры
Получив аккредитацию школы Иноуэ и став мастером традиционного танца, Минэко ещё острее чувствовала ограничения в выборе мест выступлений (несколько театров и сцен школы), она не могла выбирать репертуар, даже аксессуары. Кроме того, за публичные выступления любого масштаба исполнителям почти ничего не платили. Минэко отчаялась жаловаться в ассоциации, регулирующие жизнь гейш, и решила открыть ночной клуб.
Однако организация жизни гейш не менялась. Минэко решила уйти в отставку, чтобы привлечь внимание к бедственному положению исполнителей. За ней последовали семьдесят других гейш, но всё остальное осталось прежним. Минэко закрыла Ивасаки окия и построила на его месте трёхэтажное здание. Часть его занимал ресторан Кунико, часть — клуб Минэко.
Спустя некоторое время она познакомилась с художником и реставратором Дзинъитиро Сато, за которого вскоре вышла замуж. Условием брака был немедленный развод в случае несчастливого союза. У пары родилась дочь Коко (Минэко зовёт её Косукэ, мужским именем).

В 2006 году Ивасаки сменила имя на омофоничное её профессиональному псевдониму Минэко (яп. 究香).
Искусство гейко – это скорее инструмент жизни. Гейша является гейшей 24 часа в сутки. Тут ситуация, как со звездами музыки, или кино. Все вольны в них влюбляться, увлекаться, что и часто происходит. Гейша часто становится объектом страсти, любви, но она не добивается этого специально. Это лишь следствие того, что гейша красиво одевается, держится в обществе.
Минэко Ивасаки

## «Мемуары гейши»
Ивасаки — одна из гейш, которых Артур Голден интервьюировал перед написанием «Мемуаров гейши». По версии Ивасаки, она согласилась говорить с Голденом при условии, что её участие будет сохранено в тайне, но Голден указал её в разделе благодарностей и в нескольких интервью. После выхода книги Минэко стали угрожать за нарушение правила молчания.
Минэко почувствовала себя так, словно её предали, кроме того, Голден исказил описание жизни гейш, представив их вовлечёнными в ритуализированную проституцию. Ивасаки утверждает, что продажа девственности (мидзуагэ) в Гионе никогда не практиковалась, а была только у ойран (сам Голден в ответ заявил, что Ивасаки не только признавалась, что продала свою девственность, но и называла точную сумму — миллион йен, или 500 000 фунтов стерлингов, огромная сумма для 60-х гг.). Ивасаки не устраивало также то, что Саюри, главная героиня «Мемуаров», явно списана с самой Минэко, в жизни Саюри происходило множество эпизодов из жизни Минэко.
Минэко подала на Голдена в суд за разглашение личной информации и нарушение условий договора. Процесс проходил в феврале 2003 года. Стороны пришли к соглашению: Голден выплатил Ивасаки неназванную сумму.

## «Настоящие мемуары гейши»
Ивасаки решила опубликовать автобиографию, взамен романа Голдена, насыщенного фактическими ошибками. Её книга, написанная в соавторстве с Рэнд Браун, выпущенная под названиями Geisha, a Life (Жизнь гейши) в США, Geisha of Gion (Гионская гейша) в Великобритании и «Настоящие мемуары гейши» в России, описывает её реальную жизнь. Она стала международным бестселлером.
По мотивам книги снят фильм Хана икуса. Он соответствует книге в описании истории детства и юношества Минэко, но личная жизнь героини фильма сложилась иначе, чем у прототипа.